# Харинское
Харинское — село в Мышкинском районе Ярославской области России. 
В рамках организации местного самоуправления входит в Приволжское сельское поселение, в рамках административно-территориального устройства относится к Крюковскому сельскому округу.

## География
Расположено на берегу реки Сутка в 15 км на север от центра поселения села Шипилова и в 19 км на северо-запад от райцентра города Мышкин.

## История
Каменная церковь Владимирской Божией Матери построена в 1835 году на средства генералов С.С. Апраксина и С.В. Неклюдова, бывших владельцев села. Престолов в ней было три: первый — в настоящей холодной церкви Владимирской Божией Матери, второй престол — в честь Успения Божией Матери и третий — в честь преп. отцов Зосимы и Савватия. 
В конце XIX — начале XX века село входило в состав Крюковской волости Мышкинского уезда Ярославской губернии.
С 1929 года село входило в состав Крюковского сельсовета Мышкинского района, с 2005 года — в составе Приволжского сельского поселения.

## Население
| 1859 | 2002 | 2007 | 2010 |
| ---- | ---- | ---- | ---- |
| 95   | ↗97  | ↘95  | ↘87  |

## Достопримечательности
В селе расположена действующая Церковь Владимирской иконы Божией матери (1835).